# Arquivos da Imprensa do Século XX

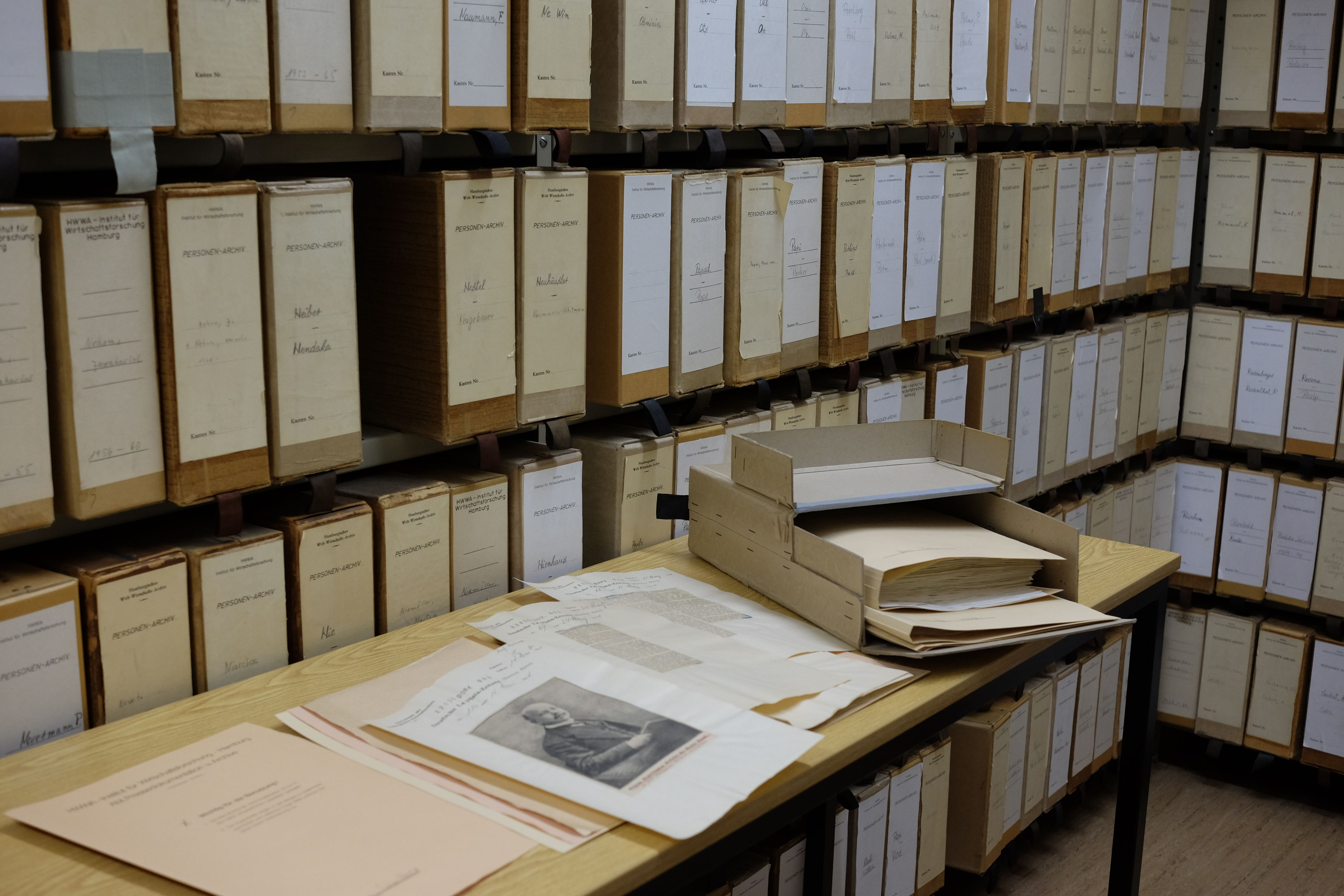
Arquivos de imprensa (pastas do arquivo de pessoas, 2015)

Os Arquivos da Imprensa do Século XX (em alemão:  Pressearchiv 20. Jahrhundert) compreende cerca de 19 milhões de clippings de jornais, organizados em pastas sobre pessoas, empresas, mercadorias, eventos e tópicos.
É originário do Hamburg Kolonialinstitut (Instituto Colonial) fundado em 1908. Dentro do Instituto de Economia Internacional de Hamburgo (HWWA), transformou-se em um único arquivo de imprensa público. Em 2007, foi absorvido pela Biblioteca Nacional Alemã de Economia (ZBW) e fundido com o Wirtschaftsarchiv (arquivo de economia) do Instituto Kiel para a Economia Mundial (IfW), fundado em 1914. A coleta de artigos foi descontinuada no final de 2005, mas o arquivo ainda está aberto ao público.

## História
Depois de alguns anos, o "Zentralstelle" (escritório central) do Kolonialinstitut foi transformado de um centro de informações gratuito para questões coloniais em um arquivo abrangente de tópicos políticos e econômicos globais, que apoiavam principalmente os comerciantes de Hamburgo. Após o colapso do Império colonial alemão na Primeira Guerra Mundial, a renomeação para "Hamburgisches Welt-Wirtschafts-Archiv" em 1919 firmou essa reorientação. Os funcionários da HWWA refletiram sua importância e passaram de 54 em 1919 para 183 empregados permanentes ou temporários em 1958 — um estado que parece ter permanecido praticamente estável até o final dos anos 90.
Fundado pouco antes do início da Primeira Guerra Mundial, o Arquivo Econômico de Kiel e sua biblioteca estavam intimamente ligados ao trabalho científico do IfW, que se concentrava nos contextos econômicos globais e em seu uso prático. Em 1966, a biblioteca da IfW recebeu a função de uma biblioteca central de economia da Fundação Alemã de Pesquisa (DFG) na República Federal da Alemanha e, em 1993, o departamento foi renomeado de acordo.
Durante a Primeira e a Segunda Guerra Mundial, os dois arquivos foram intensamente envolvidos no planejamento externo e em tempo de guerra do império e do estado nazista. A partir de 1936, "Relatórios Confidenciais da Imprensa Estrangeira" forneceram aos líderes econômicos selecionados e departamentos nazistas "informações e comentários não filtrados sobre questões econômicas da mídia estrangeira e representaram uma característica única na política de mídia nazista". Ao atuar com os meios informais de uma política cultural e de informação estrangeira suplementando a política de expansão militar, a HWWA e a IfW dedicaram seus serviços ao regime nazista.
Em 1996, uma cooperação mais estreita entre a HWWA e a ZBW / Wirtschaftsarchiv começou com o objetivo de mesclar os dois arquivos. Desde o início de 2001, os artigos foram indexados de acordo com um novo sistema de classificação comum e recuperáveis por meio de um banco de dados de referência, "EconPress". Seguindo uma recomendação da avaliação da Associação Leibniz em 2003, a documentação atual da imprensa foi concluída no final de 2005. A existência do HWWA terminou em 2007 com a integração de sua documentação e biblioteca de imprensa no ZBW como uma fundação recém-formada de direito público. Hoje, o arquivo da imprensa pertence às infra-estruturas (de pesquisa) da Associação Leibniz.

## Áreas de coleta e extensão
Em 1919, o arquivo de Hamburgo coletou "recortes de imprensa em escala global". O arquivo foi subdividido em quatro seções:
- Sacharchiv (arquivo de tópicos) com o assunto "de todos os países, subcontinentes e o mundo inteiro".[12] Para os países e regiões individuais, que constituíam o critério principal de ordem, foram registrados até 1200 tópicos individuais. Outras pastas especiais foram criadas para eventos ou questões individuais "como a Guerra dos Bôeres, a questão da escravidão ou o Canal de Suez".[13] Desde o final dos anos 90, a coleta se concentrou em "questões econômicas domésticas e internacionais (negócios, economia, política econômica, mercados, indústrias, inovações)".[14]
- Warenarchiv (arquivo de mercadorias) com matérias-primas nacionais e internacionais, produtos semi-acabados e acabados. Os nomes dos produtos são subdivididos em aproximadamente 980 subitens superiores e 3400.[15] Aqui, países e regiões representam o critério de ordem secundária.
- Firmenarchiv (arquivo de empresas) com relatórios comerciais, publicações de aniversário e recortes de imprensa de aproximadamente 36 mil[16] (de acordo com outras figuras: aproximadamente 70 mil[17]) empresas nacionais e estrangeiras. Além disso, foi coletado material sobre várias centenas de instituições e organizações internacionais, universidades e institutos de pesquisa.[18]
- Personenarchiv (arquivo de pessoas) com dossiês de aproximadamente 16 mil[19] pessoas de negócios, política, ciência, cultura e sociedade.

Mais de 1400 fontes foram avaliadas para os arquivos da imprensa. Sua ampla distribuição internacional fornece acesso à história do pensamento político e à história receptiva dos tópicos abordados. Ocasionalmente, as publicações coletadas remontam a 1826. Embora o arquivo de pessoas só estivesse disponível em papel até sua digitalização parcial, os arquivos dos tópicos, mercadorias e empresas foram salvos a cada dez anos em rolo ou microficha desde a década de 1960.
As participações do Kiel Wirtschaftsarchiv são documentadas de forma menos abrangente. Eles são subdivididos em um arquivo de tópicos, que serviu principalmente a pesquisa e ensino do IfW e microfilmado até 1945, um arquivo pessoal, apenas em papel, que também contém publicações dessas pessoas, e um arquivo doméstico com publicações sobre o próprio IfW, também em papel. O arquivo de entidades corporativas, que em 1958 compreendia 4800 empresas e mais de 5600 sociedades e instituições científicas e culturais alemãs e internacionais, partidos políticos e associações comerciais. e representou "uma das coleções mais completas da história dos negócios do século XX" não é mais mencionada no perfil do arquivo. O "arquivo de guerra" de 1914 a 1918, que compreendia um milhão de recortes, foi destruído por um ataque a bomba em 1942. Em 1958, quando seis especialistas científicos e mais de trinta funcionários no total estavam coletando e organizando o material, a extensão total do arquivo foi estimada em mais de três milhões para 1993 em mais de dez milhões.
Pela aplicação do Pressemappe 20. Jahrhundert, partes das propriedades de ambos os arquivos agora estão acessíveis na web.

## Digitalização parcial e a aplicação doPressemappe 20.Jahrhundert
De 2004 a 2007, a Fundação Alemã de Pesquisa financiou um projeto para digitalizar partes dos arquivos. Estes cobriram os materiais desde o início até 1949 (a constituição da República Federal da Alemanha).
Os recortes de papel das pastas do arquivo de pessoas foram digitalizados e os metadados (ID da pasta e do documento, bem como o número da página, ocasionalmente também a fonte, data da publicação, autor e título) registrados pela equipe do projeto. No entanto, as aproximadamente 5.500 pastas de pessoas criadas antes de 1949 são totalmente acessíveis online.

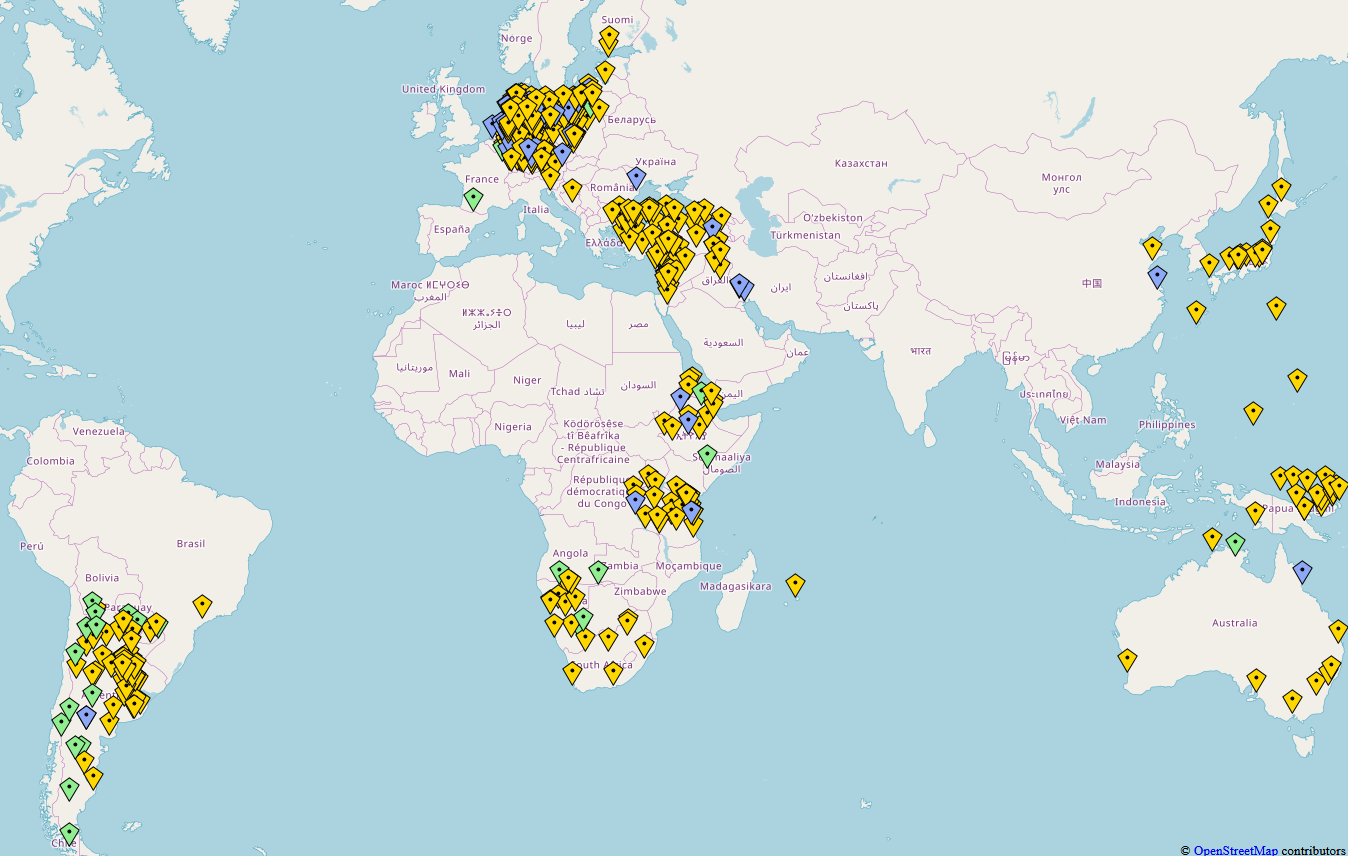
Partes digitalizadas dos arquivo dos tópicos: além da Alemanha (ainda incompleta) e particularmente Hamburgo (completa), as ex-colônias alemãs, a Europa Ocidental como um todo, países do Oriente Médio, Japão, Argentina e o (Ant) Ártico

Os rolos de filmes do arquivo (até 1960) também foram digitalizadas. Apenas uma pequena parte desse processo intensivo de mão-de-obra foi concluída no final do projeto em 2007. Ele continua até hoje, para que novas pastas sejam disponibilizadas continuamente através do aplicativo web "Pressemappe 20. Jahrhundert", que foi criado dentro da estrutura do projeto. Das cerca de 11 mil pastas de empresas em rolo digitalizado, atualmente, cerca de 7.500 estão acessíveis on-line. Para os arquivos de tópicos e mercadorias, o compartilhamento de pastas online ainda parece ser significativamente menor. As pessoas são indexadas alfabeticamente por nome, enquanto as empresas são acessíveis por nome, geograficamente por sua sede e por meio de listas do setor. Os tópicos podem ser acessados através da hierarquia de tópicos e sistema do país, bem como através de uma pesquisa por palavras-chave GND de assunto e geográficas e através de um mapa-múndi com localizações geográficas.
A limitação a 1949 foi feita por motivos de capacidade e devido a restrições de direitos de propriedade intelectual. Inúmeros artigos individuais dentro dos dossiês estão sujeitos a avisos de bloqueio se a morte do autor ou, no caso de obras anônimas ou pseudônimas, a data de publicação for inferior a setenta anos atrás. Com uma parede móvel, mais e mais documentos devem ser liberados ao longo do tempo. Quantos dos cerca de 5,7 milhões de documentos digitalizados no contexto do projeto estão atualmente acessíveis ao público científico e geral na web, não é conhecido.

### Livros em alemão
- Kultur bewahren. Die Archive der Leibniz-Gemeinschaft. Editado por Arbeitskreis Archive der Leibniz-Gemeinschaft, Munique 2018, ISBN 978-3-940396-52-5
- Helmut Leveknecht: 100 Jahre Pressedokumentation im HWWA. Em: IIE aktuell. Mitteilungen aus der Abteilung Überregionale Bibliographische Dienste, Staatsbibliothek Berlin. Nr. 29 de janeiro de 2006. (PDF)
- Thomas S. Huck e Max-Michael Wannags: Die Pressearchive von HWWA und ZBW – Retrodigitalisierung der Altbestände von 1900 bis 1930. Em: Geschichte im Netz: Praxis, Chancen, Visionen. Beiträge der Tagung .hist 2006. Berlin 2007. - (Historisches Forum; Bd. 10,2007, Teilbd. EU), ISBN 978-3-86004-205-2, S. 430-445 (PDF)
- Rüdiger Buchholtz: Retrodigitalisierung von Pressedokumentationen am Beispiel des HWWA und der ZBW des Instituts für Weltwirtschaft. Konzepte und Probleme. Berliner Handreichungen zur Bibliotheks- und Informationswissenschaft, Heft 171, Berlin 2006. (PDF)
- Kirsten Jeude: Besondere Herausforderungen bei der retrospektiven Digitalisierung historischen Pressematerials am Beispiel eines Projekts des Hamburgischen Welt-Wirtschafts-Archivs. Abschlussarbeit [der berufsbegleitenden Fortbildung zur „Wissenschaftliche/r Dokumentar/in“ des Institut für Information und Dokumentation (IID) an der FH Potsdam]. 2005 (PDF)
- Helmut Leveknecht: 90 Jahre HWWA. Von der Zentralstelle des Hamburgischen Kolonialinstituts bis zur Stiftung HWWA. Eine Chronik. - Hamburgo: HWWA-Inst. für Wirtschaftsforschung. 1998 (PDF)
- Roman Muziol: Das Firmenmaterial des Kieler Instituts für Weltwirtschaft. Neue Quellen wirtschaftsgeschichtlicher Forschung. Em: Tradition. Zeitschrift für Firmengeschichte und Unternehmensbiographie, Vol. 3, No. 3 (agosto de 1958), pp. 165-178.